# Get to You
Get to You è il quarto singolo estratto da Songs for You, Truths for Me, secondo album in studio del cantautore inglese James Morrison. La canzone è stata commercializzata il 16 novembre 2009.

## Classifiche
| Classifica(2009)                         | Posizione più alta |
| ---------------------------------------- | ------------------ |
| Belgio (Vallonia)                        | 57                 |
| UK Singles (The Official Charts Company) | 104                |